# くろやなぎてっぺい
くろやなぎ てっぺい（1979年 - ）は、日本の映像作家。アートユニット「1980YEN（イチキュッパ）」立ち上げメンバー。京都芸術大学 ゲスト講師。P.I.C.S.所属

## 来歴
愛知県岡崎市出身。2005年からフリーランスの映像作家として活動を開始。映像コンテンツ、音楽、インスタレーション、現代美術作品など多方面で活躍。
ユーモラスなアイデアを武器にコンテンツを制作。NHK連続テレビ小説「半分、青い。」 オープニング映像の企画・演出。Mr.Childrenステージビジュアル、椎名林檎やBiSH、CHAIのミュージックビデオ、NHKデザインあ映像コンテンツ、東京パラリンピック2020競技紹介映像。イッセイミヤケのブランド映像など広告分野でも活躍。「映像作家100人」選出。
またライフワークとしてソーシャルプロジェクトあいうえお作文RAPプロジェクトの企画・演出などがある。またゲームソフトのスペースインベーダーエクストリーム（ニンテンドーDS & PSPから発売）のゲーム内の全てのビジュアル、ロゴ、パッケージのアートディレクション。
音楽分野では食品まつりと共に1980YENを立ち上げる。ドンキホーテのような東洋的な美的価値観で音楽ライブや音源リリース。独自なライブスタイルは話題になり、最先端音楽とメディア・アートの祭典「sonar sound」や「横浜トリエンナーレ」など、大型フェスや国際美術展に出演。
芸術分野でも広く活動しビデオアートやインスタレーション作品を世界20カ国以上で発表。文化庁メディア芸術祭、アルス・エレクトロニカ、SIGGRAPHを初め、国内外のメディアアートフェスティバルに多数参加。映像作品を中心に、ライブパフォーマンス、音楽など幅広いメディアで作品を発表している。

## 映像作品（音順）

### テレビ（ディレクション）
- 半分、青い。 (NHK) タイトルバック映像
- デザインあ (NHK)映像コンテンツ
- 東京パラリンピック2020競技紹介映像 (NHK)
- ウェルカム!よきまるハウス (NHK)クリエイティブディレクション
- ムジカ・ピッコリーノ (NHK)タイトルバック
- みんなのうた（NHK）愛w君・スカイピース
- シャキーン! (NHK)映像コンテンツ
- 電波女と青春男 (TBS)タイトルバック
- 荒川アンダー ザ ブリッジ (テレビ東京) タイトルバック
- スコラ 坂本龍一 音楽の学校 (NHK)タイトルバック
- 星新一ショートショート (NHK)タイトルバック
- MTVインドの歌 (MTV) ステーションID

### ミュージックビデオ（ディレクション）
- CHAI /「ACTION」Brother CM
- BiSH /「LETTERS」
- 椎名林檎 /「浴室」
- Mr.Children /「1999年、沖縄、夏。」TOUR2017映像演出
- ストレイテナー /「ALIBI」
- ストレイテナー /「black hole」
- ヒャダイン /「D.T.のうた」
- 1980円 /「タカシマのソナタ」

### コマーシャル（ディレクション）
- TOYOTA GR
- NETFLIX
- PLEATS PLEASE ISSEY MIYAKE
- BAOBAO  ISSEY MIYAKE
- JRA
- ポケモン
- フジロックフェスティバル
- キンチョー
- 楽天
- POLA
- イエローハット
- カーセンサー
- AEON
- 花王サクセス
- かんぽ生命
- ロート製薬
- JR東海
- バンダイ

### プロジェクト（ディレクション）
- あいうえお作文RAPプロジェクト
- 1980YEN
- Dying Robotsプロジェクト
- R80プロダクション

### ゲームタイトル（アートディレクション）
- スペースインベーダーエクストリーム (タイトー) ニンテンドーDS・PlayStation Portable

## 音楽作品
- バンド「1980YEN」の立ち上げメンバー
- 1stアルバム『KADEN POP』フランスの音楽レーベル「Local Kaffee」からリリース
- 2nsアルバム『EDEN』リリース
- 3rdアルバム『FAST FOOD』リリース
- 4thアルバム『お金』リリース

## グループ・エキシビジョン
- 文化庁メディア芸術祭（名古屋展）/2022
- ストリーミング・ヘリテージ｜台地と海のあいだ/2022
- 文化庁メディア芸術祭 (国立新美術館) 2007/2016/2019
- 横浜トリエンナーレ (特別連携プログラム新・港村)2011
- アーツチャレンジ(愛知芸術文化センター)2010
- The next of Japan（DOOSAN ART CENTER） (韓国)2009
- アルス・エレクトロニカ (オーストリア)2008
- 文化庁メディア芸術祭 (東京都写真美術館)2007
- SIGGRAPH (アメリカ)2006
- アルス・エレクトロニカ (オーストリア)2006

## 受賞歴
- ADFEST 2025 / FILM CRAFT LOTUS Bronze
- MTV Video Music Awards 2020  最優秀撮影賞
- Wired Creative Hack Award 2019 特別賞
- Bang Festival (スペイン) グランプリ受賞
- 文化庁メディア芸術祭 審査員推薦 2007/2016/2019
- Asia Digital Art Award (日本) 優秀賞受賞
- Amuse Art JAM (日本) グランプリ受賞
- Adobe モーションアワード (日本) 審査員特別賞
- Los Angeles International Short Film Festival (アメリカ,ロサンゼルス) 入賞
- SIGGRAPH (アメリカ,ワシントン) 入賞
- CG&アニメーション・フェスティバル 優秀賞受賞

## 出演・記事
- 映像作家100人 (ビー・エヌ・エヌ新社) / 08年・11年・18年・19年・20年・21年 ・22年・23年・24年・25年掲載
- ながの彩るインタビュー
- まえとあとインタビュー
- サウナでわたしも閃いた　インタビュー
- 十中八九インタビュー
- ナガラボインタビュー
- ロフトワークインタビュー
- CAREER HACKインタビュー
- SHIFTインタビュー
- public-imageインタビュー
- ベビスマ (フジテレビ) / 出演
- デジタル・スタジアム (NHK) / 多数出演
- ブレーン (宣伝会議) / プロジェクト掲載
- Web Designing  / プロジェクト掲載

## リンク
- くろやなぎてっぺい オフィシャルHP
- 1980YEN オフィシャルHP